# Modrzew europejski
Modrzew europejski (Larix decidua Mill.) – gatunek drzewa iglastego należący do rodziny sosnowatych. Pierwotnym miejscem jego występowania były góry środkowej Europy (Alpy, Karpaty), ale został rozpowszechniony na innych terenach w wyniku nasadzeń. W Polsce na naturalnych siedliskach rośnie tylko w Tatrach. Poza tym jest sadzony powszechnie na terenie całego kraju.

## Morfologia

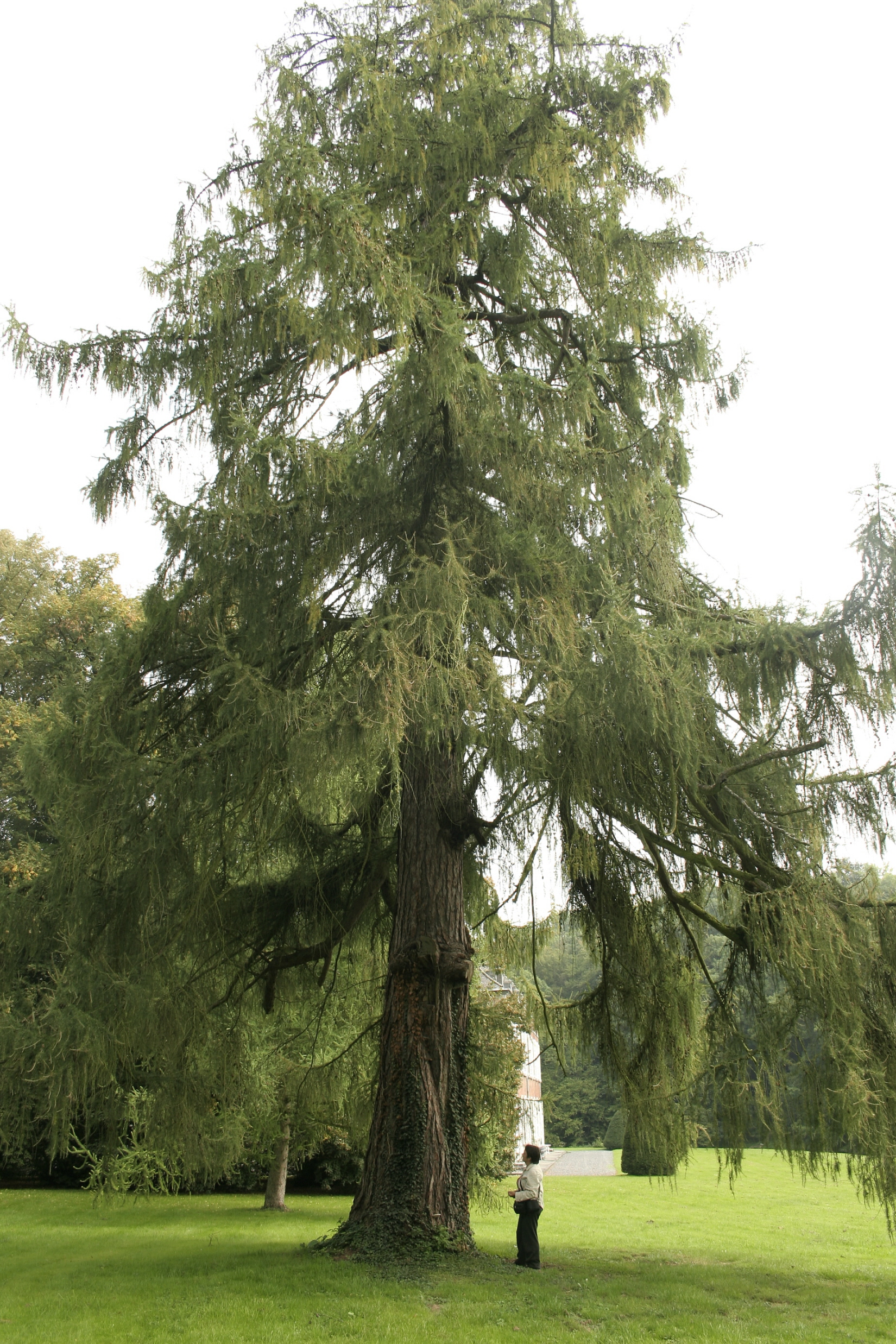
Porównanie wielkości człowieka z modrzewiem europejskim

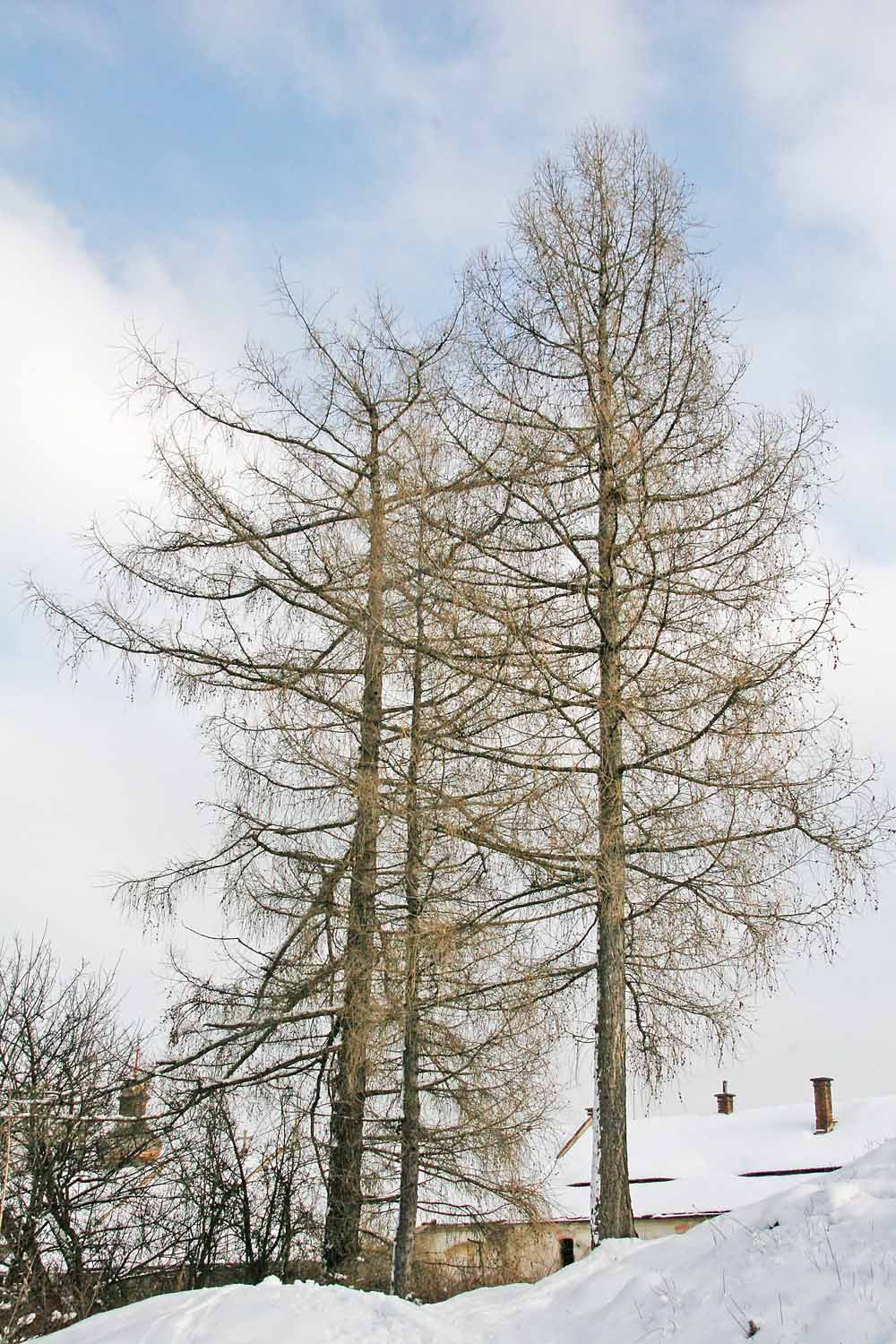
Modrzew zimą

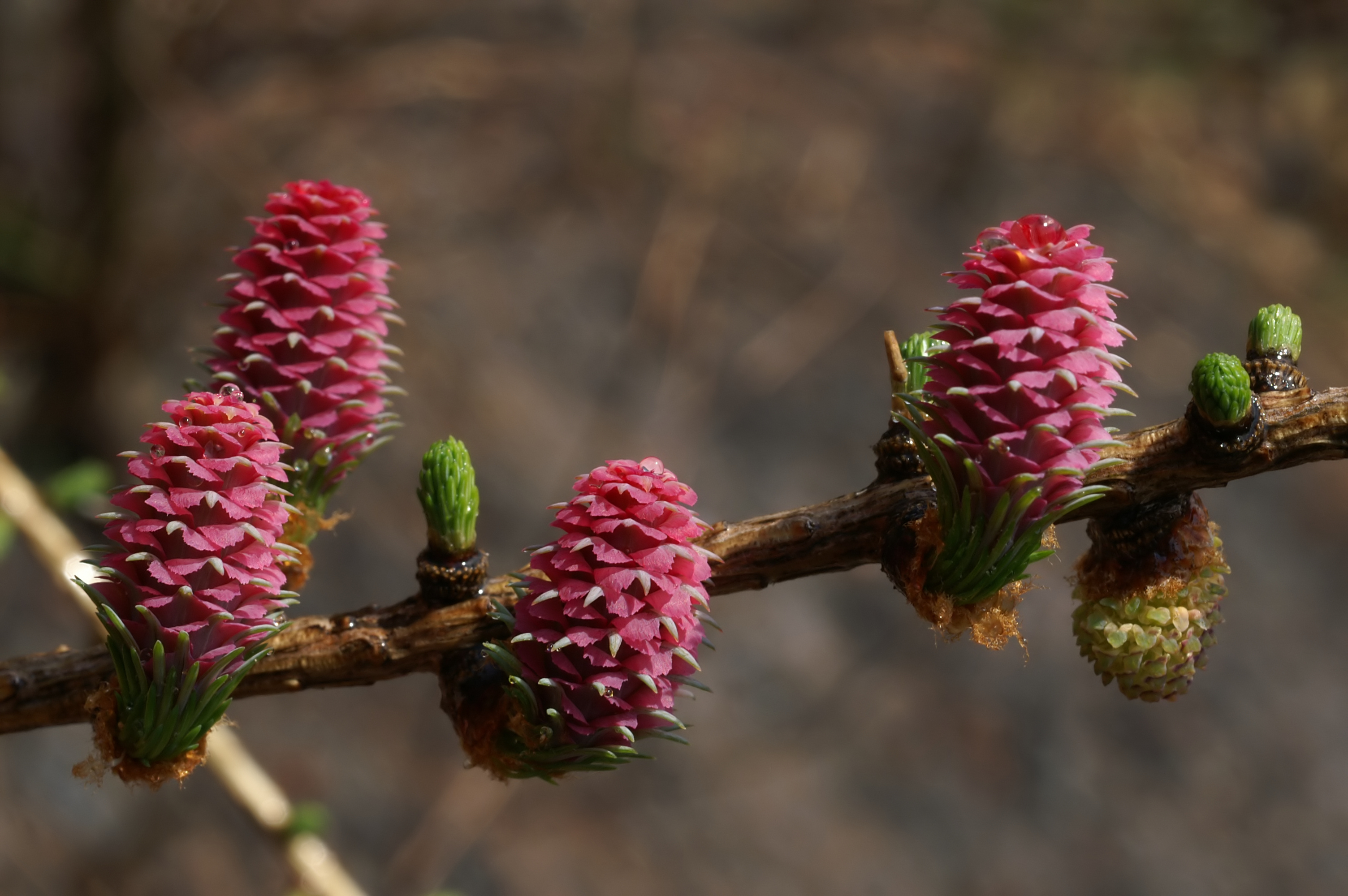
Szyszeczkowate kwiaty żeńskie

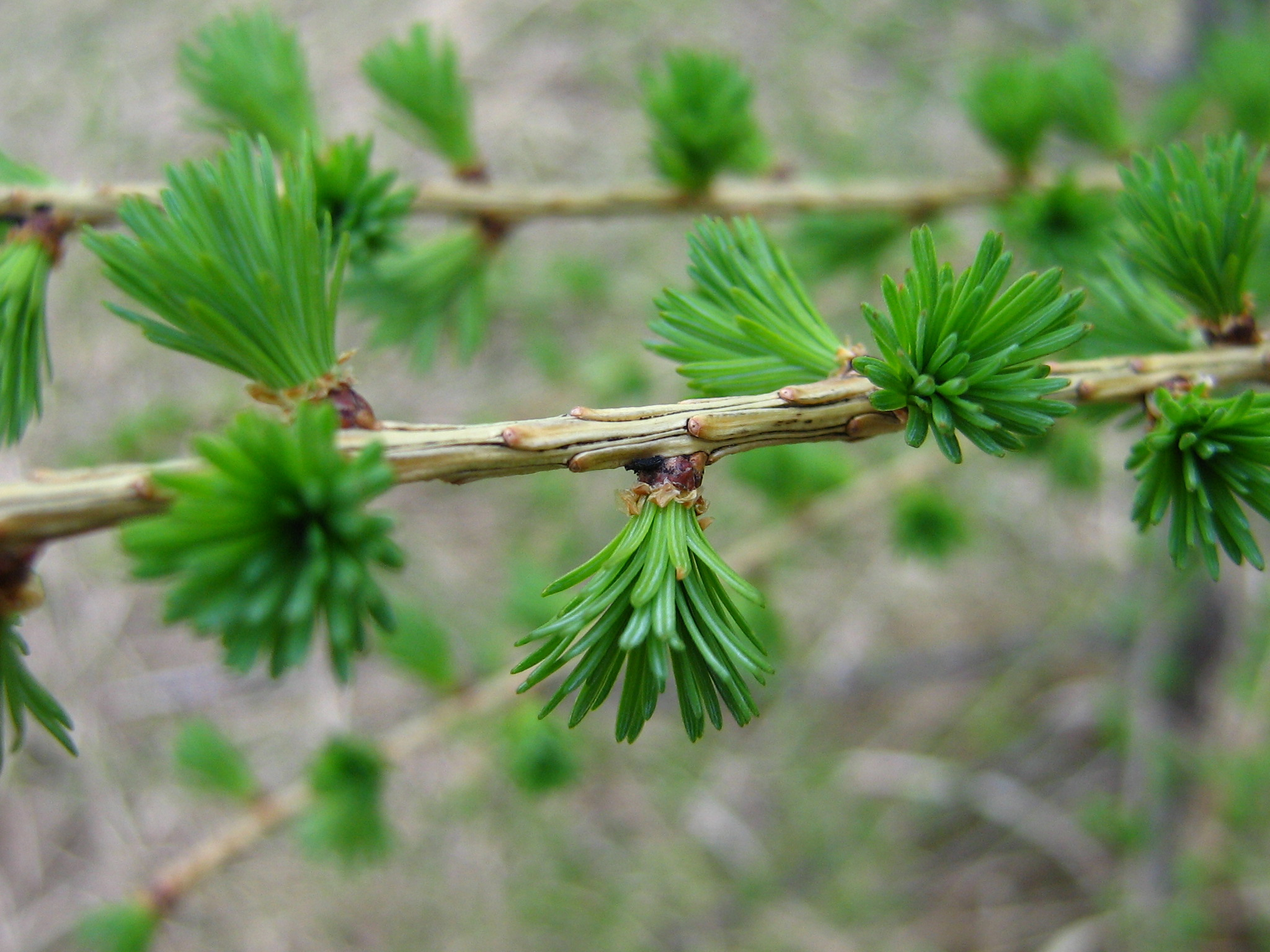
Pęczki igieł

PokrójDuże drzewo iglaste o koronie luźnej, regularnie stożkowatej. Górne gałęzie są poziome, niższe coraz bardziej zwisające. Rośnie szybko, żyje do 600 lat z zaznaczeniem iż po okresie 100 lat zaczyna próchnieć. Na drzewach rosnących w zwarciu usychają dolne gałęzie do znacznej nieraz wysokości.
PieńPojedynczy, prosty lub lekko zakrzywiony, osiąga wysokość do 45 m (wyjątkowo ponad 53 metry) i średnicę do 120 cm (najgrubszy w Polsce rośnie obok leśniczówki w Zbychowie (woj. pomorskie) jego obwód pnia wynosi 490 cm). U młodych drzew kora gładka, zielonobrązowa, na starszych ciemnobrązowa, głęboko spękana, łuskowata i złuszczająca się. Osiąga grubość do 10 cm i zawiera sporo żywicy. Gałęzie dolne nieco zwisające, górne prostopadłe do pnia.
LiścieIgły są jasnozielone, delikatne, niekłujące, na krótkopędach wyrastają pęczkami po 20–40 sztuk, zaś na długopędach pojedynczo, skrętolegle.
KwiatyRoślina jednopienna. Purpurowoczerwone, potem zieleniejące kwiaty żeńskie wyrastają na ulistnionych krótkopędach, okrągłe i jasnożółte kwiaty męskie na kilkuletnich krótkopędach. Są wiatropylne. Rozwijają się wczesną wiosną, równocześnie ze szpilkami.
SzyszkiMa owalny kształt, dojrzała ma długość do 5 cm, szerokość do 3 cm. Młode szyszki są zielone, dojrzałe są zwisające, jasnobrunatne z łuską na brzegach. Po wysianiu nasion opadają. Nasiona mają szarobrązowy kolor, jajowaty kształt z ostrym końcem i są świdrowato skręcone.
KorzeńDobrze rozwinięty. Ma zarówno głęboki korzeń główny, jak i silnie rozwinięte korzenie boczne.

## Biologia i ekologia
Zrzuca liście na zimę. Jesienią, przed opadnięciem, przebarwiają się na żółto. Naturalne siedliska w Tatrach ma w reglu dolnym. Jest rośliną światłolubną, wrażliwą na suszę. Dorosłe drzewa są odporne na silne mrozy, młode sadzonki mogą wiosną przemarzać. Dostosowany do klimatu kontynentalnego gór środkowej Europy, o mroźnych zimach. W Europie rośnie w wysokich partiach gór do 2500 m n.p.m., sięgając górnej granicy lasu (w Tatrach dużo niżej). W niższych partiach tworzy często lasy iglaste wraz ze świerkiem i sosną.
DrewnoMa strukturę prostowłóknistą, z wyraźnie rozgraniczoną twardzielą i bielem. Twardziel ma czerwonobrunatny kolor, ciemnieje na słońcu, biel o grubości 1–3 cm jest żółtawobiały. Drewno żywiczne, zawiera dużo sęków, jest lekkie i elastyczne, trwałe, nawet w wodzie.

## Zastosowanie
- Roślina uprawna: często sadzony w lasach, szczególnie na wiatrołomach, jako drzewo użytkowe.
- Roślina ozdobna: chętnie sadzony przy domach i w parkach. Nadaje się także na żywopłoty (dobrze znosi cięcie).
- Drewno wykorzystywane jest w budownictwie, zarówno na konstrukcje wewnętrzne, jak i zewnętrzne. Robi się także z niego sklejki, meble, boazerie, podłogi, płyty wiórowe. Nadaje się na wyroby toczone. Drewno modrzewiowe jest cenione już od czasów antycznych za wyjątkową odporność na gnicie.
- Kora wykorzystywana jest w garbarstwie. Wytwarza się też z niej terpentynę wenecką i pewien gatunek gumy.

## Zmienność

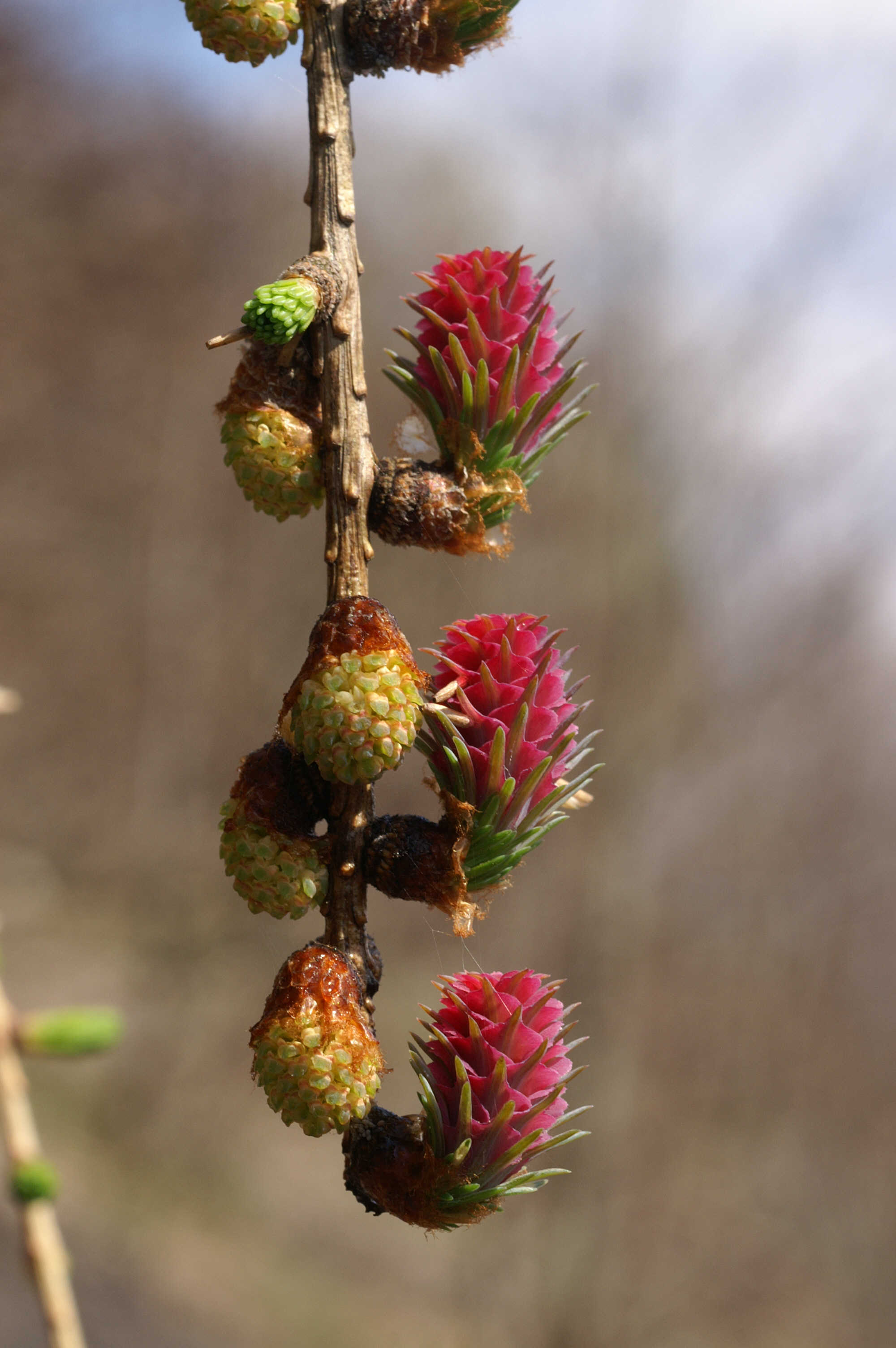
Larix decidua Mill. f. rubra Beck.

Modrzew europejski jest rośliną bardzo zmienną, posiada dużą liczbę naturalnych form, które można odróżnić na podstawie kwiatów żeńskich. Istnieją formy :

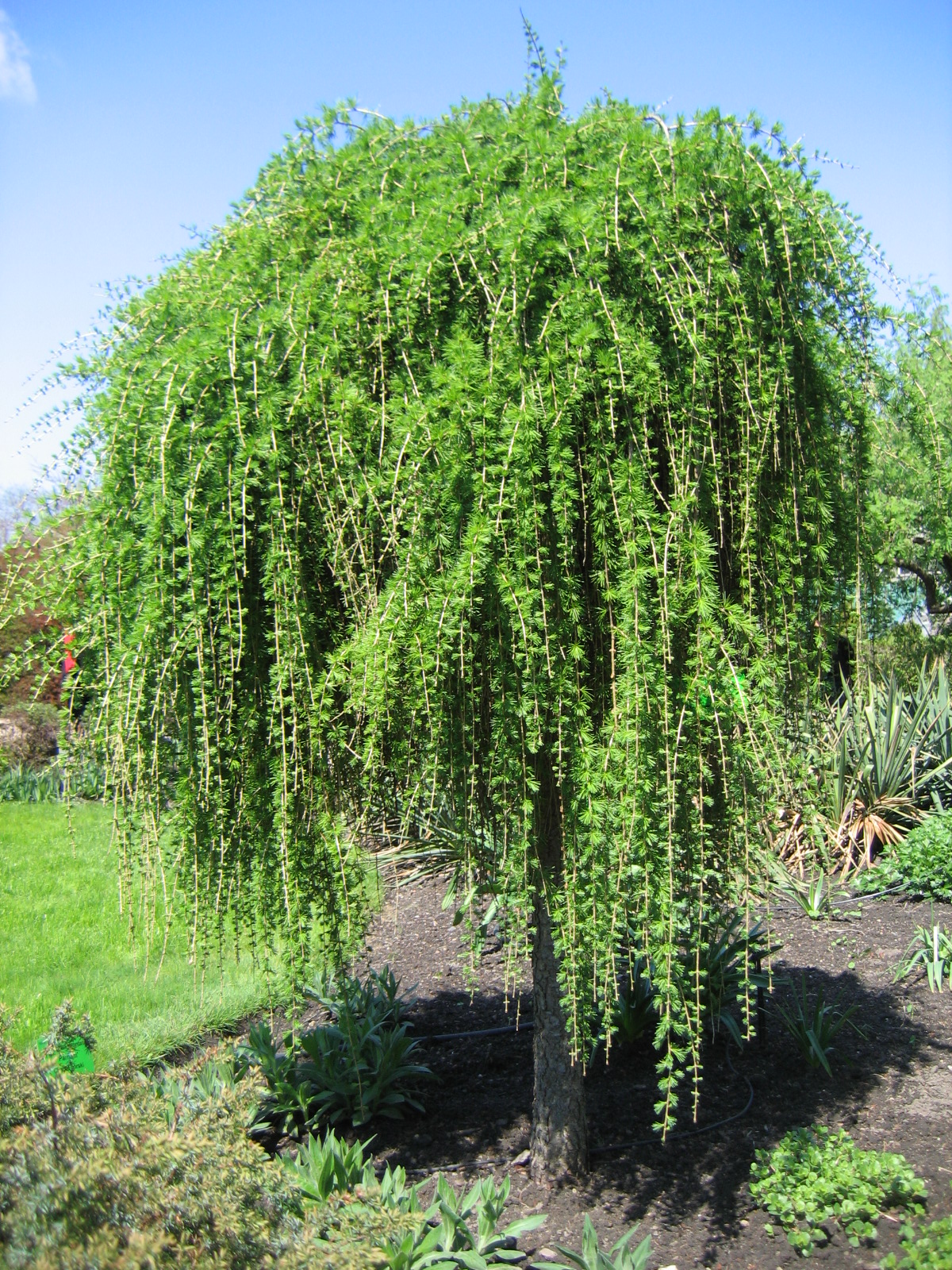
Odmiana 'Repens'

- modrzew europejski białokwiatowy (Larix decidua Miller f. alba Carriere),
- modrzew europejski o dużych szyszkach (Larix decidua Mill. f. macrocarpa Coaz),
- modrzew europejski o małych szyszkach (Larix decidua Mill. f. microcarpa Coaz),
- modrzew europejski różowy (Larix decidua Mill. f. rosiflora Szafer),
- modrzew europejski czerwony (Larix decidua Mill. f. rubra Beck.),
- modrzew europejski żółty (Larix decidua Mill. f. sulphurea Fig.),
- modrzew europejski typowy (Larix decidua Mill. f. typica Szafer),
- modrzew europejski zielony (Larix decidua Mill. f. viridiflora Szafer),
- modrzew europejski zwisły (Larix decidua Mill. f. pendula Lawson),
- modrzew europejski kolumnowy (Larix decidua Mill. f. fastigiata Lawson).

Wyselekcjonowano szereg odmian ogrodowych modrzewia europejskiego, niektóre z nich dobrze nadają się na żywopłoty.
- 'Kórnik' – wyhodowana w Polsce przez Tomasza Bojarczuka w 1967 r.
- 'Repens' – wyhodowana w Anglii ok. 1825 r.